# Poddębce (obwód wołyński)
Poddębce (ukr. Піддубці) – wieś w rejonie łuckim obwodu wołyńskiego.
Została założona w 1541. W II Rzeczypospolitej miejscowość była siedzibą gminy wiejskiej Poddębce w powiecie łuckim województwa wołyńskiego. 
W marcu 1937 zarządzeniem łuckiej Kurii Biskupiej została erygowana parafia w Poddębcach, obejmująca 12 okolicznych wsi.
Cennym zabytkiem wsi jest cerkiew prawosławna pw. Opieki Matki Bożej (Pokrowska), pierwotnie unicka, ufundowana w 1740 r. przez Ludwikę Lubomirską. Projekt przypisuje się wybitnemu architektorowi jezuickiemu Pawłowi Giżyckiemu. W 1745 świątynie bogato wyposażył hetman wielki litewski Michał Kazimierz Radziwiłł Rybeńko. Cerkiew jest jednym z najciekawszych zabytków baroku na Wołyniu.